# Vasas Szakszervezeti Szövetség
A Vasas Szakszervezeti Szövetség, vagy rövidebb, ismertebb nevén a Vasas. Az MASZSZ szakszervezeti konföderáció tagja. Magyarország egyik legrégebbi múltú és legnagyobb, főként a nehéz-, gép- és autóiparban dolgozókat összefogó szakszervezeti szövetsége.
A Vasas együttműködik a szakszervezet által alapított Vasas Önsegélyező Pénztárral (VÖP).
Kapcsolatot ápol az egykori sportoló tagsága által alapított Vasas Sport Clubbal.
A székházban ad helyet a szakszervezet alapította, több, mint 100 éves Vasas Művészegyesületnek, melynek 2016-ban a minden korosztályt felölelő táncos, zenei kulturális közösségszolgálata MAGYAR ÖRÖKSÉG-díj elismerésben részesült, nevét az Aranykönyv őrzi.
Már a székház megnyitása óta az épületben működik a Vasas Könyvtár, mely 1990 óta egyesületi formában működik.

## Története
1870-ben az Általános Munkásegylet figyelme akkor fordult a szakmai szervezkedés és bérharc felé, amikor Stróbel Antal vasmunkást választották elnökké. A Munkásképző Egyletben – a kezdeti polgári befolyás visszaszorításával – ugyancsak végbement ez a folyamat, amikor az irányítás Farkas Károly vasmunkás, az I. Internacionálé magyarországi megbízottja kezébe került. 1870. évi április 3-án Farkas Károly vasmunkás kezdeményezésére, aki az időben a munkás önképző egylet jegyzője volt, a pesti hengermalom munkásai az első között voltak, akik az alapítási költségek fedezésére a maguk körében gyűjtést indítottak, példájukat követték a Magyar Gépgyár munkásai.
„A magyar vasúti kocsigyárnál – írta tudósításában az Arany Trombita – már korábban egy Stróbel Antal gépész egyesületet alkotott az ottani munkásokból a mostanában előfordult fizetés levonások megszüntetése végett, amiért is az ottani igazgatóság őt mint »izgatót« elbocsátotta.” A tudósítás így folytatódik: „Pár héttel később Stróbel a schweiczini gyárnál (később: MÁV Északi Főműhely) nyert alkalmazást, de ezt a magyar gyár igazgatója megtudván, rögtön felszólította a schweiczini társulat igazgatóját, hogy Stróbelt, mint egy ilyen és olyan veszedelmes (?) embert bocsássa el – el is bocsáttatott. Munkabeszüntetésre került sor, ezért a magyar társaság a pesti József külvárosi kapitányságnál panaszt tett. Stróbelt elfogták, mire a környék magyar, belga és svájci gyáraiban leállt a munka. Küldöttség, majd tömeg vonult a rendőrségre Stróbel szabadon bocsátása érdekében, de a kapitányság válaszul három század katonaságot rendeltetett ki.” A sztrájk és mozgalom befejezéséről így írt az Arany Trombita: „A katonaság látása a munkásokat még inkább felizgatta. A katonaság szuronnyal rohant közéjük, sebesültek mindkét részről számosan vannak, később még lovasság is jött. Ez eset után Stróbelt csakugyan kibocsátották. Üdvözöljük a pesti munkásokat ezen első életjeladásukról.”
Egy 1877. februári újságfelhívásból megismerhetjük a vas- és ércmunkások újabb kísérletét. Mint a felhívás mondja: „nyilvánosság elé terjesztjük mindazt, ami eddig az ügyben tétetett.”, hogy tanácskozásokat folytattak, melyek végeredménye az, hogy itt az ideje egy szaktársulat alakításának. Folytatása a Beleznay-kertben március 4-én tartott vas- és ércmunkásgyűlés volt, amely támogatta a szakegylet létrehozását, de erre határozatot nem hozott. Bár ez a gyűlés nem teremtette, nem teremthette meg a szakegyletet, mégis ezt az eseményt szinte folyamatosan követték a végül eredménnyel végződő egyletalakítási kísérletek. Ezért joggal tekinti az utókor az 1877-es gyűlést a vasas szakmai szervezkedés nyitányának.
1884-ben újabb fejlődés következett. Május 8-án alakuló ülést tartott a kovácsok szakegylete, ám alapszabályukat nem hagyták jóvá. Eredményes tevékenységük jele azonban, hogy jó két héttel alakulásuk után sikeres kovácssztrájk zajlott le, amelyben a szakma 80%-a részt vett. Követeléseikről, a sztrájk okairól és eredményéről részletesen beszámolt az Ungarischer Metallarbeiter: „A sztrájk nem jött váratlanul. A segédek már régóta panaszkodtak helyzetükre” - majd követeléseiket felsorolva a következőket írta: „A munkaidő reggel 6 órától este 6 óráig tartson; vasár- és ünnepnapokon munkaszünet; a próbaidő 8 napra szállítandó le. Ami a bért illeti, a segédek heti 7 forint minimális bér megállapítását követelik.” A sztrájk lefolyásának néhány mozzanata igen jól érzékelteti a kor levegőjét, a kisipari megmozdulás jellegét is. „Minthogy a mesterek nem törődtek ezzel az ultimátummal, megkezdődött a sztrájk.” A mesterek küldöttsége interveniált a főkapitánynál, mely nem maradt eredménytelen. Válaszul azt kapták, hogy „azok a munkások, akik 8 napnál hosszabb ideje tartózkodnak munka nélkül a fővárosban és keresetüket igazolni nem tudják - amennyiben nem budapesti illetőségűek -, illetőségi helyükre toloncoltatnak.”
„A főkapitány ennek folytán kiküldte közegeit a segédek szállójára. azonban nem várt eredményt tapasztaltak. A segédek kimutatták, hogy nemcsak egy-két hétre, de egész hónapra, sőt hosszabb időre is el vannak látva pénzzel, melyet részint saját munkájukból takarítottak össze, részint pedig posta útján vidékről kaptak. volt miből megélniök.” A sztrájk a segédek győzelmével végződött. Az újonnan alakult szakegylet sztrájkszervező szerepének világos jele, hogy a sztrájk intéző bizottsága az egylet helyiségében számolt be a sztrájk lefolyásáról. Ez azért fontos, mivel az alapszabályok tiltották, hogy az egylet munkaügyi kérdésekkel foglalkozzék. Az egyletnek még nem volt lehetősége sztrájksegélyre, de a munkásszolidaritás már érvényesült.
1902. június 22-re a Dohány utca 77. sz. alatti Rádi-féle vendéglő helyiségébe összehívták a Vas- és Fémmunkások Központi Szövetségének alakuló, vagy inkább nevezzük így: előkészítő közgyűlését. Részt vettek az aranyművesek, bádogosok, kovácsok, kazánkovácsok és hídépítők, lakatosok, légszesz-, világítógáz- és vízvezeték-szerelők, reszelővágók, vas- és ércesztergályosok és mintegy hatszáz tag".
A közgyűlést Teszársz Károly (1855–1916)  nyitotta meg, és beszámolt az előzményekről. Elmondotta, hogy az „egyes szakmák tíz évi fennállásuk után, tehát bő tapasztalatok alapján, arra a meggyőződésre jutottak, hogy szétforgácsolva apró szakegyletekre, nem képesek tagjaik folyton nagyobbodó igényeit kielégíteni, sem erkölcsi, sem anyagi téren”. Majd azzal folytatta, hogy a vasmunkások „Budapestet elhagyva minden támasz és segítség nélkül maradnak az ország területén és a külföldön egyaránt, mert szakegyesületeink helyi tevékenységi körrel bírván csak, a külföldi munkás szövetségek nem tekintik a magyar munkásokat velük egyenlő rangúnak, s nem tartják kötelességüknek a támogatásukat”.
Teszárszék 1903. április 12–13-ra Országos Vas- és Fémmunkás kongresszust hívtak össze. Időpontját egyeztették a szociáldemokrata párt X. kongresszusával.
A gyűlést az országos szövetség alapító kongresszusának nevezhetjük, bár a jóváhagyott alapszabályokat csak tíz nappal később kapták kézhez.
Az egységes és országos vasas-szakszervezeti mozgalom első alkotmányában, a szövetség alapszabályában több évtizednyi tapasztalat, a vasasmozgalom első generációjának erőfeszítései, a társadalomban betöltött és betölteni kívánt szerepe tükröződik.
Alapvetően egy demokratikus, centralizált, országos hálózattal rendelkező szakszervezet alapokmányáról beszélhetünk, amely a vas-, fém- és gépipari munkásokat szakmai szakosztályokként, és – ahol kisebb és vegyes szakmájú munkásokat kellett egy alapszervezetbe tömöríteni – helyi csoportonként fogta össze. A Vasas első, alapító elnöke Teszársz Károly  lett.
A múlt század hetvenes éveitől napjainkig vezető küzdelmes utat szép sikerek és fájó kudarcok tarkították. A vasasmozgalom számtalan kihívással került szembe: sokszor brutális elnyomással, nyílt terrorral, háborúk és forradalmak vérveszteségeit és rendszerváltások sorát megélve. Története során tíz- és tízezrek vállalták fel a szaktársaik érdekeiért való kiállást, a gazdasági és politikai küzdelmeket. Sokan voltak, akik e harcokban életüket is áldozták.
Egy 1908-ban lezajlott nagyszabású tüntetés nyomán a szövetség működését a belügyminiszter felfüggesztette. A munkások szolidaritása és kitartása megakadályozta a szakszervezet feloszlatását. Ekkor született meg a híres jelszó: „VASAS, ne hagyd magad!”

### Új szövetség - új kihívások

#### A művelt munkásságért
Május elseje már ez évszázada a munkásszolidaritás jelképe. Az első megemlékezésről hiteles adatunk 1891-ről van. A vasasok saját maguk által készített jelvénnyel is szimbolizálták e nap fontosságát.
Az 1949 és 1989 közötti politikai struktúra kényszere miatt a szakszervezetek sem lehettek teljesen önállóak. Az iparági szervezkedésű Vasas ezzel együtt mindvégig élt lehetőségeivel, s a legkülönbözőbb (párt-, állami, szakszervezeti) fórumokon számtalan kezdeményezést tett tagsága érdekeinek védelméért. Más kérdés: a tagság mindenütt mindenkor többet várt és vár el saját szervezetétől.
A nyolcvanas évek második felében a vasasszakszervezet elindította azt a folyamatot, amelynek lényege saját tevékenységének, funkcióinak, teendőinek újrafogalmazása volt - párhuzamosan a szervezeti és működési elveinek megújításával.
Így a legnagyobb magyar szakszervezetet nem érte váratlanul a „rendszerváltás”, a gyors és nagy változások sora. volt már tapasztalata a Grósz- és a Németh-kormányok idejéről az érdekütköztetésben, amint azt petíciók, beadványok, nyilvános tiltakozások, figyelmeztető sztrájk, demonstrációk szervezése bizonyítja.
1989. decemberében – a XXX. kongresszusán – a Vasas új önálló alapszabályt és szervezeti szabályzatot alkotott, titkos sztrájkalapot hozott létre.
A rendszerváltozás óta eltelt évtizedet – a piacgazdaság elvi elfogadása mellett – az annak vadhajtásai és káros kinövései elleni folyamatos küzdelem jellemzi.
A modernebb formában újraéledő tőke és munka közötti ellentmondás, illetve az ebből fakadó következmények újra és újra rávilágítanak: szükséges és érdemes tanulmányozni a vasastörténelem régi lapjait.
(Az érdeklődőknek ajánljuk „A magyarországi vas- és fémmunkások központi szövetségének története” című munkát, amely 670 oldalon 1988-ig mutatja be az eseményeket. Kapható a szakszervezet központjában.)
A művelődési munka a szakszervezetekben a fehérterror idején, 1920–1921-ben, a folyamatos életműködés egyik formája volt. A vasmunkásszövetségben az oktatás 1921-ben kezdődött, nagyszámú előadással. Megindult ismét a vasipari szakoktatás is. A munkanélküliek számára külön délelőtti programot szerveztek.
Az oktatási formák beváltak és maradandónak bizonyultak. A képzés szociáldemokrata alapokon állott, marxista (de nem leninista) szemlélettel, s egészében megfelelt a kor tudományos színvonalának. A részvétel ebben az oktatásban tehát politikai cselekvést is jelent. Az ellenforradalmi Magyarországon a történelmi materializmus alapján álló szocialista világnézet egyetlen tömeges terjesztési hálózatának kiépítésében és fenntartásában jelentős szerepe volt a vasasszakszervezetnek.
A szemináriumi módszer, amely nem egyszerűen passzív ismeretszerzést jelentett, mint az előadások hallgatása, hanem feltételezte a résztvevők közreműködését, számottevő előrelépést jelentett az oktatásban. 1926 őszétől a vasasszövetségben alakult ki első ízben szakszervezeti keretek között lépcsőzetes és rendszeres képzés. Minden szinten októbertől májusig tartó kurzusok indultak, hetente kétszer kétórás foglalkozásokkal.
Az alapfokú szeminárium az általános műveltség ismeretanyagát közvetítette, jobbára iskolapótló célzattal. A tanfolyam tárgyai: magyar nyelv, számtan, földrajz, történelem szocializmus, irodalom. A középfokú oktatásnak már a kifejezetten politikai-ideológiai képzés volt az elsődleges feladata. Ezen a szinten a hallgatók a következő kérdéskörökkel foglalkoztak: társadalomtudomány, szocializmus, szakszervezeti politika, közgazdaságtan, szociálpolitika, községi politika, munkajog, szónoklattan. 1927-től a szemináriumi struktúra a felsőfokú oktatás beépítésével vált teljessé, tantárgyai: közgazdaságtan, munkatudomány, racionalizálási rendszerek, szakszervezeti mozgalom.
A hallgatók látogatást tettek a Szépművészeti Múzeumban, a Népegészségügyi Múzeumban és egy modern képtárban.
Az irodalom tanulmányozása során elemezték a magyar drámairodalom kiemelkedő alkotásait, így Madách Imre művét, Az ember tragédiáját, a Hamletet, a Takácsokat; nagy figyelmet fordítottak az orosz klasszikus és modern irodalomra. A szemináriumvezető részletesen ismertette Gorkij életrajzát, írói fejlődését, hangsúlyozva, hogy a legjobban az ő műveiben fejeződnek ki az orosz proletariátus szenvedései és reményei. Egy másik vasasszemináriumban az 1919 utáni magyar történelemről szólva megbeszélték a Horthy-rendszer „nemzeti” jelszavainak valódi tartalmát, s megvitatták a magyar nép sorskérdéseit, különös hangsúlyt téve a földreform szükségességére.

#### Sporttal, testedzéssel az egészségért
A szakszervezet szinte már megalakulásától igyekezett a munkásság számára biztosítani a mégoly csekély szabadidő sokrétű, tartalmas felhasználásának lehetőségét. Ennek egyik több ezer főt aktív, több tízezer embert passzív módon foglalkoztató módozata a testedzés és a versenysport volt. A budapesti helyi csoport vezetőségének kezdeményezésére 1911. márciusában megalakult a Vas-és Fémmunkások Sport Clubja.
A vasmunkásszövetség anyagi támogatásban részesítette az egyesületet, és segítséget nyújtott a sportolók elhelyezéséhez a gyárakban.
A legnépszerűbb szakosztály már az 1910-es években is a labdarúgóké volt, olyan kiváló játékos egyéniségekkel, mint Orth György, Takács II. József és Platikó Ferenc.
A szakszervezet keretében alakult meg 1923-ban az önálló természetjáró csoport, amelynek központja a szigetmonostori turistatelepen épült "Vasas Víkendház" volt. Nagy létszámú tagsággal rendelkezett az atlétikai szakosztály is, amely elsősorban tömegversenyeket, így mezei bajnokságokat és ún. toborzóversenyeket rendezett. A vasas sportolók eredményesen szerepeltek a munkás atlétikai bajnokságokon, amelynek pontversenyét 1924-ben a szakszervezet csapata nyerte. A magyar birkózósport egyik legjelentősebb seregszemléje évről évre a "Vasas Vándordíj"-rét kiírt küzdelemsorozat volt.
Az ifjúmunkások kezdeményezésére jött létre 1927-ben a tornászcsoport, amely a következő évben már női dísztorna ünnepélyt rendezett.

### Vezetői
A több mint száz év alatt a Szövetséget 14 vezető képviselte:
Teszársz Károly, Dovcsák Antal, Kabók Lajos, Péter József, Bárdos Ferenc, Pintér János, Brádt János, Mekis József, Háner József, Borovszky Ambrus, Herczeg Károly, Paszternák László, Szőke Károly, Balogh Béla és a jelenleg is regnáló Spieglné Balogh Lívia.

## Tevékenysége
Legfontosabb szolgáltatása a tagok számára nyújtott ÉRDEKVÉDELEM.
Első olvasatban ez nem jelent mindenki számára anyagiakban mérhető szolgáltatást, pedig nagyon fontos tevékenység, hogy a munkavállalók felkészültek lehessenek:
- munkaviszony létesítés,
- munkaszerződés-módosítás,
- munkaköri változás,
- felmondás,
- rendkívüli munkavégzés,
- bértárgyalás,
- szabadság kiadása,
- pihenőidő kapcsolatos kérdések esetén.

Érdekvédelmi, -képviseleti tevékenysége széleskörű, olyan területeket ölel fel, mint a foglalkoztatáspolitika, a bér- és jövedelempolitika, az állami- és munkahelyi szociálpolitika, a munkavédelem.
Szorgalmazzák és elősegítik erős munkahelyi alapszervezetek létrejöttét és működését, mivel csak egy „ütőképes” közösség képes kiállni jogaiért, befolyásolni a munkakörülményeket, kollektív szerződés kötését kezdeményezni, bért tárgyalni. Igény esetén személyesen vesznek részt a munkáltatóval történő tárgyalásokon, mivel „kívülről jövőket” nem lehet egzisztenciálisan ellehetetleníteni.
Kollektív szerződés- és bérajánlásokkal, Üzemi Tanács és Pénzügyi Útmutatókkal „vértezik fel” a tisztségviselőinket, értelmezik a Munka Törvénykönyvét, jól forgatható kiadványokat adnak közre. A jórészt munkájuk mellett tisztséget vállaló kollégák részére kész megoldási lehetőségeket kínálnak, hogy megkönnyítsék tisztségviselői feladataikat.
A munkahelyi alapszervezeteknek szakértői segítséget nyújtanak a munkáltatóknál felmerülő, a munka világát érintő konfliktusok rendezésére. Jogászok – és a Jogpontok – ingyenes igénybevételével a tanácsadáson túlmenően, iratszerkesztésre, perbeli beadványok elkészítésére, esetenként jogi képviseletre is számíthatnak szervezetek és tagok.
A Vasas középszinten a Gépipari, a Kohász-Öntész és a Hírközlési Ágazati Párbeszéd Bizottságok Munkavállalói Oldalának társelnökeit adja és éves munkaprogramok alapján működik együtt a munkáltatói oldallal, szervezi a képzéseket, tréningeket, workshopokat, konferenciákat, amelyek végső célja a középszintű megállapodások megkötése.
A Magyar Szakszervezeti Szövetsége (MASZSZ) tagszervezeteként befolyást gyakorol az országos érdekegyeztetésre, javaslatokat, véleményeket továbbít ezen fórum felé. Aktív és véleményformáló résztvevője a konföderáció vezető testületeinek, bizottságainak.

## Nemzetközi kapcsolatok
A Vasas kiterjedt nemzetközi kapcsolatokat ápol más országok ipari szakszervezeteivel. Legfontosabb partnerei az európai ipari szakszervezetek:
- az osztrák Pro-Ge,
- a német IG Metall,
- cseh OS KOVO,
- a szlovák OZ KOVO,
- a szlovén SKEI.

A Vasas szoros kapcsolatot tart fenn az európai ETUI és az IndustriALL nemzetközi szervezettel.
2016-ban internacionális partnerségi irodát (TPI) nyitott Németország legnagyobb szakszervezete, az IG Metall és a Vasas Győrben, a tanácsadással és képzéssel foglalkozó iroda működésével a magyar munkavállalók érdekeinek erősödését szeretnék elősegíteni. Később Kecskeméten is irodát nyitott a nonprofit vállalat.

## Külső hivatkozások
- A Vasas Szakszervezet honlapja
- Vasas Központi Könyvtár
- Vasas Művészegyüttes
- Vasas SC
- Vasas Önsegélyező Pénztár